# Lehtmetsa (Halinga)
Lehtmetsa – wieś w Estonii, w prowincji Parnawa, w gminie Halinga.